# Павсаній Македонський
Павсаній (грец. Παυσανίας, лат. Pausanias) — македонський цар, що правив у 393 до н. е.

## Життєпис
Був сином царя  Аеропа II. По батькові він належав до роду  Лінкестідів, що правили удільно на північному заході Македонії. Правив лише рік, і відповідно до  Діодора, був убитий  Амінтом II, онуком  Олександра I, який і захопив царську владу .
У хронології правління македонських царів Павсанія іноді ставлять після Амінти II на підставі плутанини в династичних таблицях  Євсевія Кесарійського, який склав їх у IV столітті за працями грецьких істориків і, зокрема, праць Діодора. Джерелом плутанини є часта зміна македонських правителів тієї епохи, мізерна інформація з самої  Македонії, що погрузла в міжусобній боротьбі за престол, а також ім'я Амінт, яке одночасно носили кілька представників династії Аргеадів.

## Книгопис
- Діодор, «Історична бібліотека» СПб 1774